# Коле Мезоле (Терамо)
Коле Мезоле (итал. Colle Mesole) је насеље у Италији у округу Терамо, региону Абруцо.
Према процени из 2011. у насељу је живело 13 становника. Насеље се налази на надморској висини од 657 м.